# Pastorano
Pastorano är en ort och kommun i provinsen Caserta i regionen Kampanien i Italien. Kommunen hade 3 057 invånare (2017).
I kommunen slöts 1815 konventionen i Casalanza, genom vilken Neapel överlämnades åt österrikarna.